# Rotundracythere rotunda
Rotundracythere rotunda is een mosselkreeftjessoort uit de familie van de Cytherideidae. De wetenschappelijke naam van de soort is voor het eerst geldig gepubliceerd in 1952 door Hornibrook.